# Імперське міністерство економіки
Імпе́рське міністе́рство еконо́міки (нім. Reichswirtschaftministerium) — центральна державна установа Німеччини, що існувала за часів Веймарської республіки і Третього Рейху.

## Історія
Міністерство було створене у 1917 році на основі Управління економіки. За часів Веймарської республіки на міністерство були покладені завдання по демобілізації, боротьбі з інфляцією, репарації переможцям після Першої світової війни і відновлення експортних ринків.
Починаючи з 1934 року міністерство економіки відповідало за виконання основних пунктів програми створення і оснащення німецьких збройних сил. У травні 1935 року міністрові економіки передано функції генерального уповноваженого з питань військового виробництва, що значно розширило межі діяльності всього відомства.
З початком Другої світової війни значення міністерства поступово знижувалось, оскільки основні питання виробництва озброєння перейшли до Управління чотирирічного плану, очолюваного Г. Герінгом. А з кінця 1941 року функції управління економікою Третього Рейху були сконцентровані в руках Імперського міністерства озброєнь і боєприпасів.

## Структура
- Центральне управління.
- Головні управління:
  - 1-ше Головне управління (відало питаннями стану промисловості і постачання сировини);
  - 2-ге Головне управління (відало питаннями розвитку гірничозбагачувальної і металургійної промисловості й енергетикою);
  - 3-тє Головне управління (відало питаннями дисципліни і внутрішньої торгівлі);
- Управління кредитування.
- Управління зовнішньої торгівлі, валютного обігу та експорту.
- Служба імперського комісара з використання вторинних ресурсів.
- Імперська служба з дослідження ґрунтів.

## Очільники міністерства

### Міністри економіки Веймарської республіки
- Рудольф Віссель (13.02.1919 — 15.07.1919);
- Роберт Шмідт (16.07.1919 — 24.06.1920);
- Ернст Шольц (25.06.1920 — 09.05.1921);
- Роберт Шмідт (10.05.1921 — 21.11.1922);
- Йоган Беккер (22.11.1922 — 12.08.1923);
- Ганс фон Раумер (12.08.1923 — 05.10.1923);
- Йозеф Кет (06.10.1923 — 30.11.1923);
- Едуард Гамм (30.11.1923 — 15.12.1924);
- Альберт Нойгаус (15.01.1925 — 26.10.1925);
- Рудольф Кроне (27.10.1925 — 05.12.1925, т.в.о.);
- Юліус Куртіус (19.01.1926 — 11.11.1929);
- Пауль Мольденгауер (15.11.1929 — 23.12.1929);
- Роберт Шмідт (24.12.1929 — 29.03.1930);
- Герман Дитріх (30.03.1930 — 26.06.1930);
- Ернст Тренделенбург (27.06.1930 — 08.10.1931);
- Герман Вармбольд (09.10.1931 — 26.04.1932);
- Ернст Тренделенбург (29.04.1932 — 30.05.1932, т.в.о.)
- Герман Вармбольд (01.06.1932 — 28.01.1933).

### Міністри економіки Третього Рейху
- Альфред Гугенберг (30.01.1933 — 26.06.1933);
- Курт Шмітт (30.06.1933 — 30.07.1935);
- Ялмар Шахт (30.07.1935 — 27.11.1937);
- Герман Герінг (27.11.1937 — 15.01.1938);
- Вальтер Функ (15.01.1938 — 01.05.1945);
- Альберт Шпеер (05.05.1945 — 23.05.1945).